# Siffleur à dos marron
Coracornis raveni
Espèce
Statut de conservation UICN

 LC  : Préoccupation mineure
Le Siffleur à dos marron (Coracornis raveni) est une espèce de passereaux de la famille des Pachycephalidae.

## Répartition
Cet oiseau est endémique de Sulawesi en Indonésie.

## Habitat
Son habitat naturel est les forêts humides de montagne subtropicales ou tropicales.